# Eduard von Baudissin

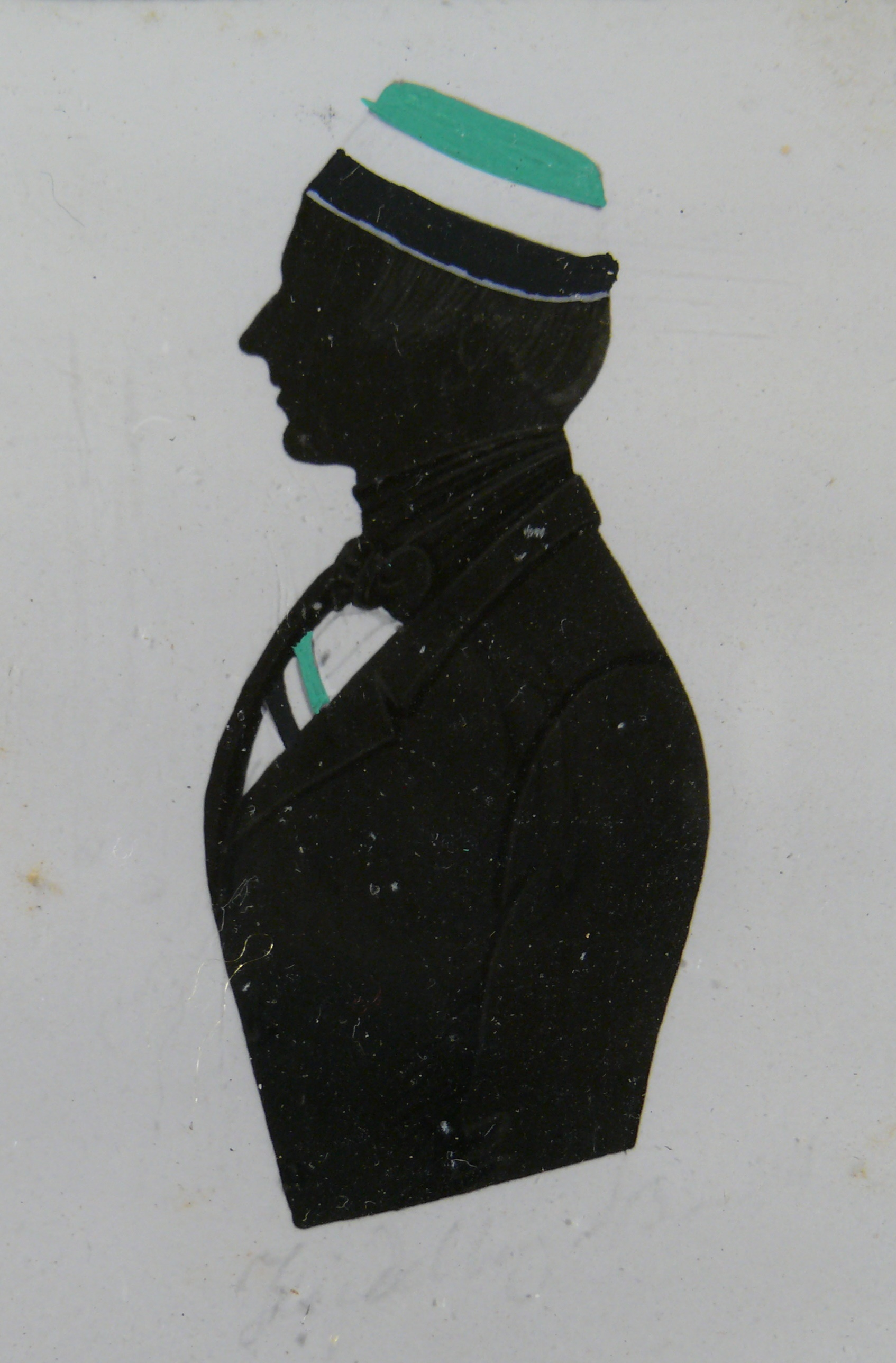
Graf Baudissin

Graf Eduard von Baudissin (* 8. Oktober 1823 auf Gut Knoop, Herzogtum Holstein; † 26. August 1883 in Lübeck) war ein deutscher Rittergutsbesitzer und Reichstagsabgeordneter.

## Leben
Graf Baudissin besuchte die Gelehrtenschule in Plön. Nach dem Abitur studierte er zunächst an der Ruprecht-Karls-Universität Heidelberg. 1843 wurde er im Corps Guestphalia Heidelberg aktiv. Er wechselte an die Christian-Albrechts-Universität zu Kiel, wo er sich auch dem Corps Slesvico-Holsatia anschloss. Schließlich ging er an die Friedrich-Wilhelms-Universität Berlin. Im Anschluss an sein Studium diente er als Premierleutnant der Schleswig-Holsteinischen Armee im Schleswig-Holsteinischen Krieg. Nach dem Krieg wurde er Landwirt und Rittergutsbesitzer auf Dreikronen bei Friedrichsort.
Von 1857 bis 1863 war er Mitglied der Schleswigschen Ständeversammlung.
Mitte der 1870er Jahre siedelte er von seinem Rittergut nach Lübeck über. Er schrieb für viele deutsche Tageszeitungen wie die Frankfurter Zeitung.
Von 1867 bis 1871 saß er im Reichstag (Norddeutscher Bund). Er gehörte zur  Fraktion der Bundesstaatlich-Konstitutionellen Vereinigung. In dieser Eigenschaft war er auch seit 1868 Mitglied des Zollparlaments. Von 1871 bis 1874 gehörte er dem Reichstag (Deutsches Kaiserreich) an, in dem er fraktionslos blieb. Bei jeder Wahl vertrat er den Wahlkreis 3 Schleswig-Holstein (Eckernförde – Schleswig).

## Familie
Er gehörte zu dem ursprünglich aus der Oberlausitz stammenden, im Dreißigjährigen Krieg nach Schleswig-Holstein gekommenen Adelsgeschlecht Baudissin. Seine Eltern waren Friedrich Carl von Baudissin (1786–1866) und Maria Therese von Mylius (* 1794). Seine Großeltern väterlicherseits waren Heinrich Friedrich und Caroline Adelheid Cornelia von Baudissin. Damit war ein Neffe von Sophie Anna von Reventlow, ein Cousin ersten Grades von Ulrich von Baudissin und Traugott von Baudissin sowie ein Cousin zweiten Grades von Wolf Wilhelm von Baudissin.
Graf Baudissin heiratete am 8. Mai 1856 Josephine Maria Elisabeth Bruun von Neergaard (1832–1923). Der Ehe entstammten Sohn Otto August Hermann Joachim Graf von Baudissin (1864–1930) und Annie von Baudissin, die als Schriftstellerin und Lehrerin tätig war.

## Werke
- Schleswig-Holsteinischer Hauskalender. Kiel 1874–1877.
- Zur Erinnerung an die schleswig-holsteinische Armee. Kiel 1879.